# HMS Magnificent (1894)
Pour les articles homonymes, voir HMS Magnificent.
Le HMS Magnificent est un cuirassé pré-dreadnought de la Royal Navy appartenant à la classe Majestic, lancé le 19 décembre 1894. Il est construit au chantier naval de Chatham (Kent). Il participe aux fêtes franco-anglaises à Brest, en juillet 1905. Durant la Première Guerre mondiale, il stationne à Humber (nord de l'Angleterre) où il sert de navire de garde. En 1915, il est en partie désarmé mais sert de transport de troupes pour la campagne des Dardanelles. En mai 1921, le cuirassé est mis au rebut.